# Bundesstraße 85
Pour les articles homonymes, voir B85 et Route 85.
La Bundesstraße 85 (abrégé en B 85) est une Bundesstraße reliant Berga à Passau.

## Localités traversées
- Berga (Kyffhäuser)
- Kelbra (Kyffhäuser)
- Bad Frankenhausen
- Kölleda
- Weimar
- Bad Berka
- Blankenhain
- Rudolstadt
- Schwarza
- Saalfeld
- Probstzella
- Ludwigsstadt
- Kronach
- Kulmbach
- Bayreuth
- Creußen
- Pegnitz
- Auerbach
- Sulzbach-Rosenberg
- Amberg
- Schwandorf
- Bodenwöhr
- Cham
- Miltach
- Viechtach
- Patersdorf
- Regen
- Schönberg
- Passau